# XIV distrito de París
El XIV distrito de París (14.º distrito de París), también conocido como distrito del Observatorio, es uno de 20 distritos o arrondissements en que se divide París, Francia. Está situado en la orilla izquierda del Sena.
En este distrito se encuentran el observatorio de la ciudad, las Catacumbas, el parque Montsouris y numerosos centros hospitalarios.

## Administración

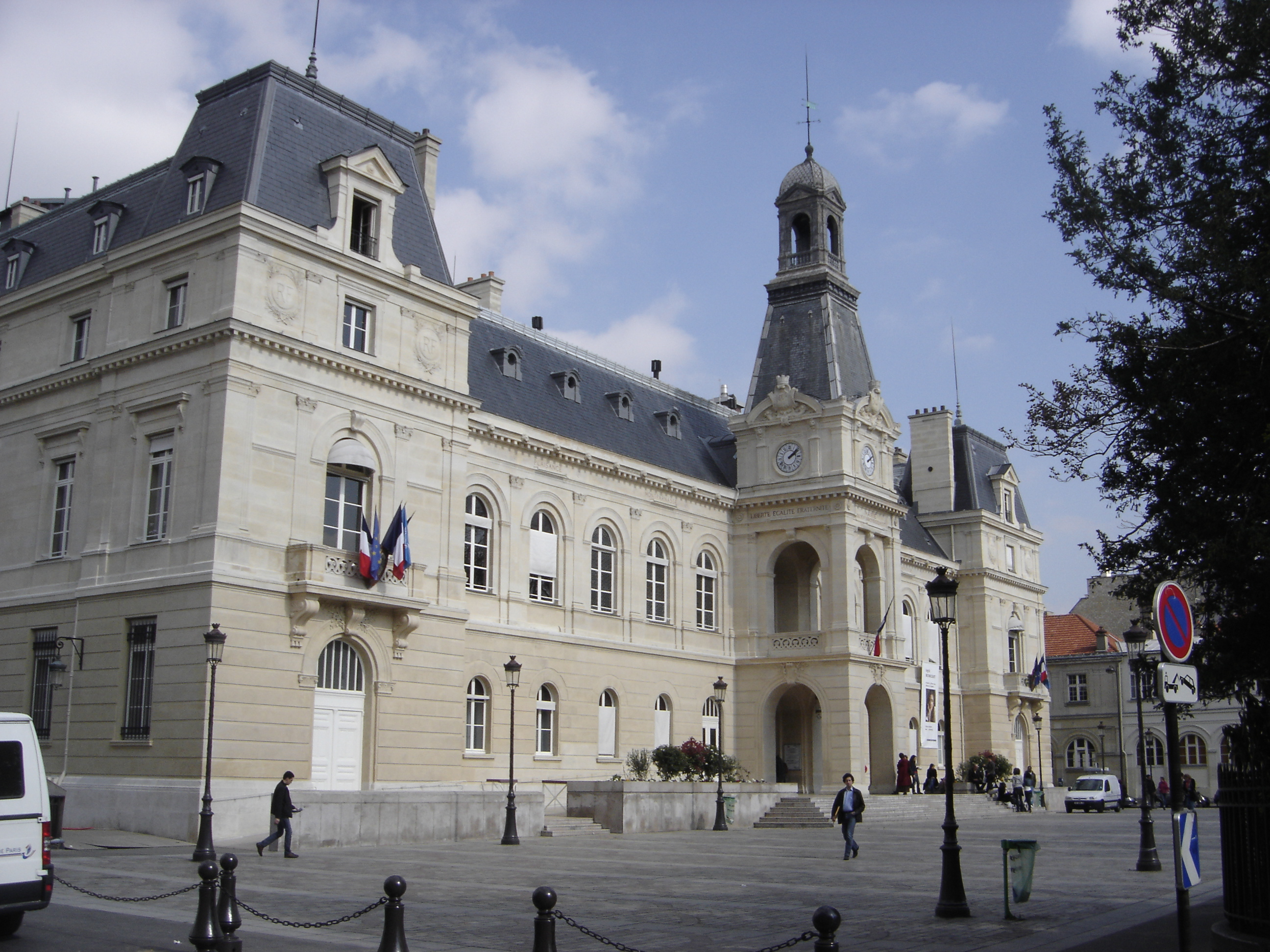
Alcaldía del XIV distrito.

El XIV distrito consta de los siguientes barrios:
- Barrio de Montparnasse
- Barrio del Parque Montsouris
- Barrio del Petit-Montrouge
- Barrio de Plaisance

Su alcalde actual es Pascal Cherki (Partido Socialista, PS), elegido en 2009 tras el deceso de Pierre Castagnou (PS) quién revalido el cargo que alcanzó en 2001 donde disputó un duro duelo con Nicole Catala (RPR), ganándole con un 54% de los votos. Con ello se produjo un giro político a la izquierda, pues desde 1983 hasta 2001 el poder local había estado en manos del conservador Lionel Assouad.

## Demografía
El distrito contaba en el último censo de 1999 con 132 844 habitantes sobre una superficie de 564 hectáreas, lo que representa una densidad de 23 554 hab/km². Con ello, el 6,1% de los parisinos tienen su domicilio en este distrito.
| Año (del censo nacional) | Población | Densidad (hab. por km²) |
| ------------------------ | --------- | ----------------------- |
| 1954 (pico de población) | 181 414   | 32 274                  |
| 1962                     | 178 149   | 31 693                  |
| 1968                     | 167 093   | 29 727                  |
| 1975                     | 149 137   | 26 532                  |
| 1982                     | 138 596   | 24 657                  |
| 1990                     | 136 574   | 24 297                  |
| 1999                     | 132 844   | 23 554                  |

## Lugares de interés
- Monumentos:
  - Las Catacumbas de París
  - Estatua de Miguel Servet
  - El Observatorio de París

- Residencias universitarias:

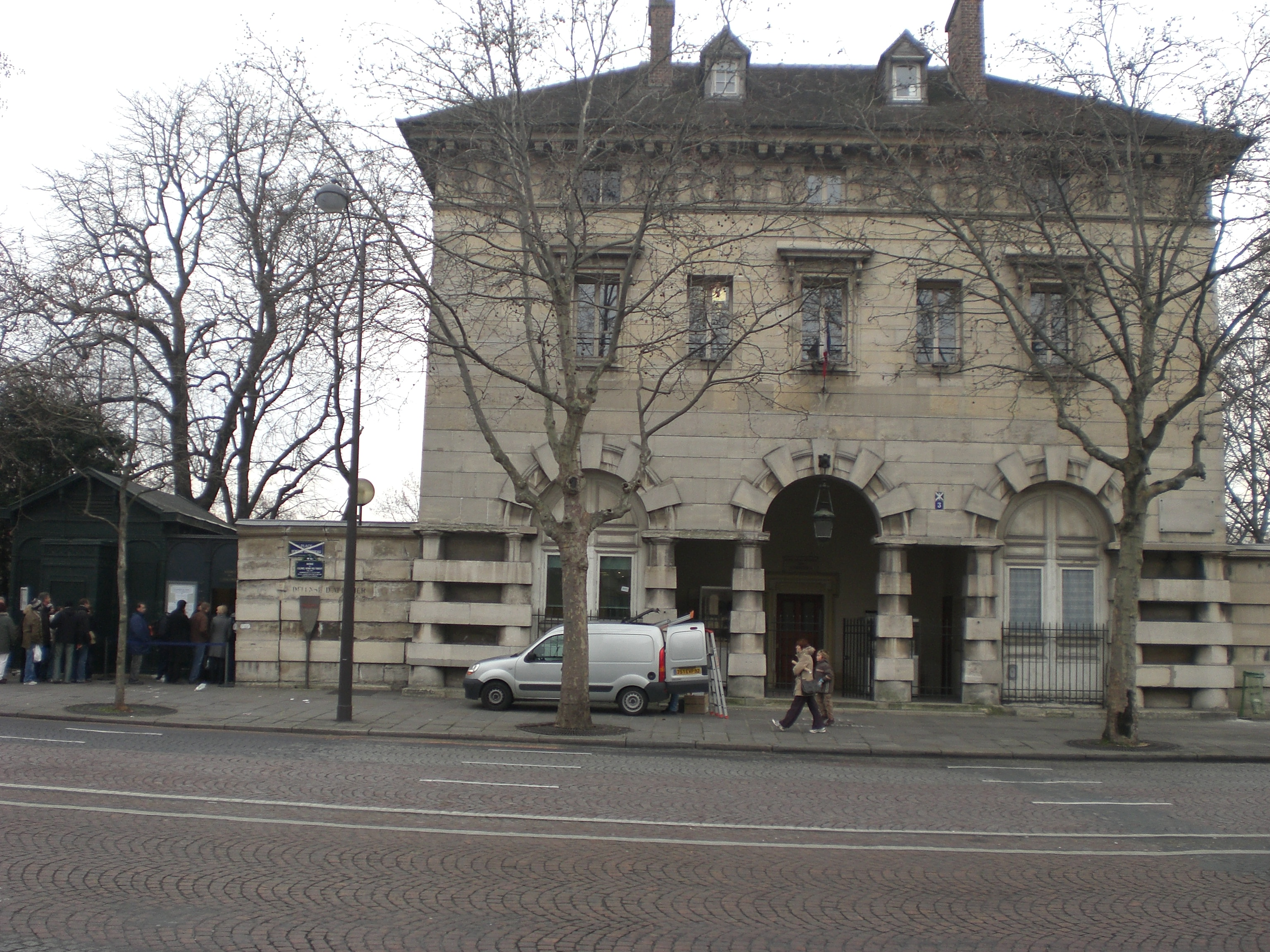
Entrada a las catacumbas, plaza Denfert-Rochereau.

  - Ciudad internacional universitaria de París

- Cárceles:
  - La prisión de «La Santé»

- Museos y salas de exposición:
  - La Fundación Cartier

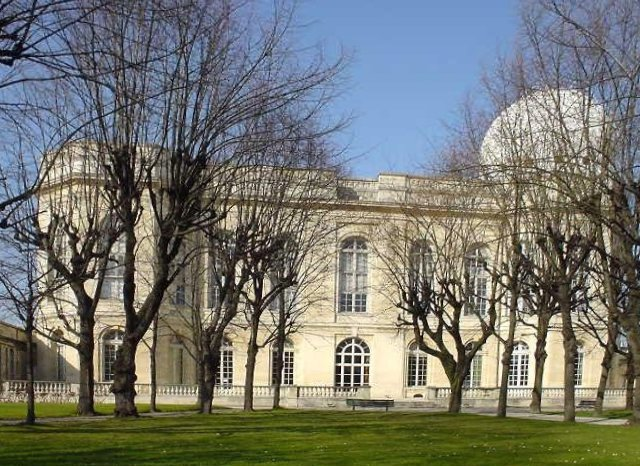
Observatorio, fachada sur.

  - La Fundación Henri-Cartier-Bresson

- Hospitales:
  - Hospital Broussais
  - Hospital Cochin
  - Hospital La Rochefoucauld
  - Hospital Saint-Vincent-de-Paul

- Iglesias:
  - Iglesia de Nuestra Señora del Trabajo
  - Iglesia de Nuestra Señora del Rosario de Plaisance (Notre-Dame-du-Rosaire)
  - Iglesia de San Pedro de Montrouge

- Estaciones de tren:
  - Estación de Paris Montparnasse

- Parques:
  - Parque Atlantique
  - Parque Montsouris

- Cementerios:
  - Cementerio de Montparnasse

- Otros:
  - La entrada de la estación de metro Denfert-Rochereau, obra de Hector Guimard
  - Los puestos de aduana obra de Ledoux (Plaza Denfert-Rochereau)

## Principales calles

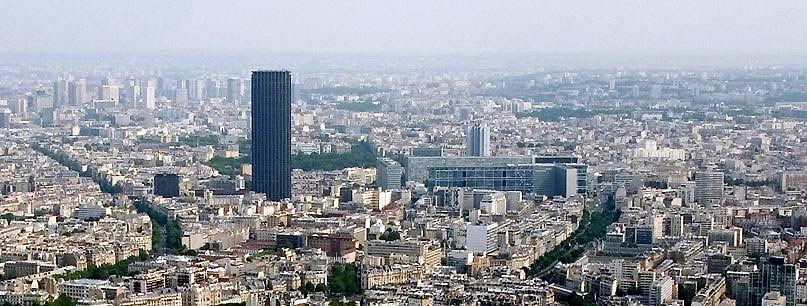
Vista panorámica del distrito.

- Plaza Denfert-Rochereau
- Plaza Edgar Quinet
- Avenida del Maine
- Boulevard du Montparnasse
- Boulevard Raspail
- Rue de l'Arrivée
- Rue Delambre
- Rue Daguerre
- Rue du Départ
- Rue d'Alesia